# 吉林师范大学学报
《吉林师范大学学报》创刊于1973年，原名《松辽学刊》，2003年更为现名，是中华人民共和国综合类季刊，编辑部位于吉林省四平市，由吉林师范大学主办。